# Bi’r Adscham
Bi’r Adscham (arabisch بئر عجم, DMG Biʾr ʿAǧam) ist ein Ort im tscherkessisch besiedelten Gebiet von Quneitra im syrisch kontrollierten Teil der Golanhöhen. Das Dorf hat ca. 400 Einwohner. 

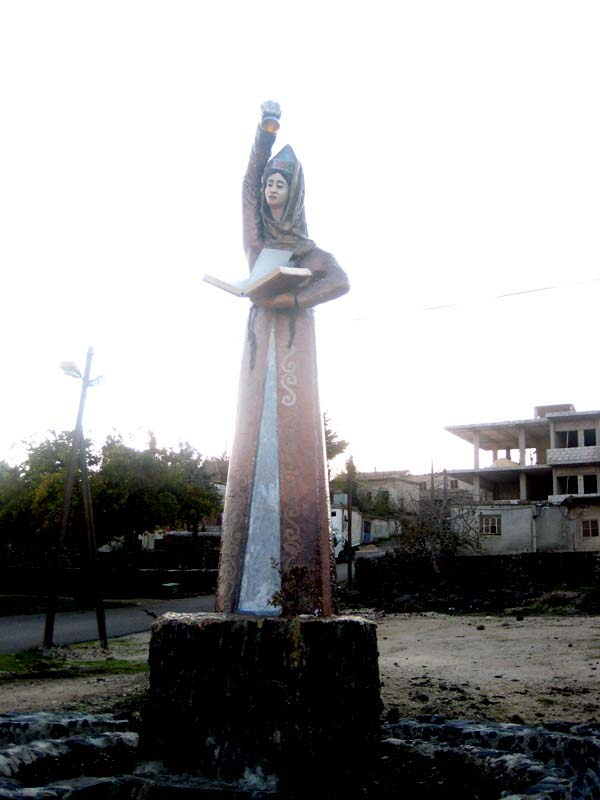
Statue der Narte Satanaya in Gestalt des Wissens in Bi’r Adscham